# Wallace Jones
Wallace "Wah Wah" Clayton Jones (Harlan, Kentucky, 14 de julio de 1926-Lexington, Kentucky, 27 de julio de 2014) fue un baloncestista estadounidense que disputó tres temporadas de la NBA, todas ellas en los Indianapolis Olympians. Con 1,94 metros de altura, jugaba en la posición de Alero. Fue dos veces campeón de la NCAA, en 1948 y 1949, y medalla de oro con la selección de Estados Unidos en los Juegos Olímpicos de Londres 1948.

## Trayectoria deportiva

### Universidad
Antes de acceder a la universidad, Jones batió el récord de anotación por un jugador de High School a nivel nacional, con 2.398 puntos. Se matriculó en la Universidad de Kentucky en 1945, y su trayectoria a lo largo de los cuatro años que allí permaneció no pudo ser mejor: en todas sus temporadas fue elegido en el mejor quinteto de la Southeastern Conference, además de ser elegido en sus tres últimas temporadas como All-American.
En 1948 y 1949 ayudó a su equipo a ganar sendos títulos de campeones de la NCAA, formando parte de un quinteto al que se le conoce popularmente como los Fabulous Five. En sus cuatro temporadas en los Wildcats promedió 9,3 puntos por partido.
Además de jugar al baloncesto, durante su etapa universitaria también jugó al béisbol y sobre todo al fútbol americano, siendo elegido en 1946 y 1947 en el mejor equipo de la conferencia, y logrando una nueva mención All-American en este deporte. En 2008, con motivo de su 82 cumpleaños, la Universidad de Kentucky le rindió un homenaje. Es el único jugador de los Wildcats que ha visto retirada su camiseta tanto en baloncesto como en fútbol americano. Además, es miembro del Salón de la Fama de Kentucky desde 1963.

#### Estadísticas
| Temporada | PJ  | TC  | TL  | TLI | %    | FP  | Puntos |
| --------- | --- | --- | --- | --- | ---- | --- | ------ |
| 1945-46   | 30  | 105 | 80  | 126 | 63.5 | 83  | 290    |
| 1946-47   | 33  | 87  | 43  | 78  | 55.1 | 38  | 217    |
| 1947-48   | 36  | 133 | 69  | 103 | 67   | 82  | 335    |
| 1948-49   | 32  | 130 | 49  | 75  | 65.3 | 88  | 309    |
| Total     | 131 | 455 | 241 | 382 | 63.1 | 291 | 1151   |

### Selección nacional
En 1948 fue convocado por la Selección de baloncesto de Estados Unidos para disputar los Juegos Olímpicos de Londres, donde promedió 7,3 puntos en los 6 partidos que disputó, logrando la medalla de oro.

### Profesional
Fue elegido en la octava posición del Draft de la BAA de 1949 por Washington Capitols,  pero acabó firmando por los Indianapolis Olympians. En su primera temporada fue junto a Alex Groza y Ralph Beard uno de los tres puntales del equipo, acabando el año promediando 12,5 puntos y 3,2 asistencias por partido. Llegaron a las Finales de la División Oeste, donde cayeron ante los Anderson Packers.
La temporada 1951-52 fue muy similar a la anterior, con los tres mismos protagonistas en los Olympians. Jones promedió 11,2 puntos, 5,7 rebotes y 3,9 asistencias, pero su equipo cayó en la primera ronda de los playoffs ante los Minneapolis Lakers de George Mikan. Esa temporada acabó actuando durante 12 partidos como jugador-entrenador. Al año siguiente Jones bajó ostensiblemente en su juego, acabando la temporada con tan solo 7,4 puntos y 4,9 rebotes. Al finalizar la misma se retiraría del baloncesto profesional, a la temprana edad de 25 años. En sus tres temporadas en la NBA promedió 10,2 puntos, 5,1 rebotes y 3,1 asistencias por encuentro.

## Estadísticas de su carrera en la NBA

### Temporada regular
| Temporada | Edad | Equipo                 | Liga | P   | TIT | MIN  | TC  | TCA  | %TC  | 3P | 3PA | %3P | TL  | TLA | %TL  | R.OF. | R.DEF. | REB | ASIS | ROB | TAP | PER | FP  | PTS  |
| 1949-50   | 23   | Indianapolis Olympians | NBA  | 60  |     |      | 4.4 | 11.8 | .374 |    |     |     | 3.7 | 5.0 | .751 |       |        |     | 3.2  |     |     |     | 4.0 | 12.5 |
| 1950-51   | 24   | Indianapolis Olympians | NBA  | 22  |     |      | 4.2 | 10.8 | .392 |    |     |     | 2.8 | 3.5 | .792 |       |        | 5.7 | 3.9  |     |     |     | 3.4 | 11.2 |
| 1951-52   | 25   | Indianapolis Olympians | NBA  | 58  |     | 22.8 | 2.8 | 9.0  | .313 |    |     |     | 1.8 | 2.3 | .750 |       |        | 4.9 | 2.6  |     |     |     | 2.4 | 7.4  |
| Total     |      |                        | NBA  | 140 |     | 22.8 | 3.7 | 10.5 | .355 |    |     |     | 2.8 | 3.6 | .757 |       |        | 5.1 | 3.1  |     |     |     | 3.2 | 10.2 |

### Playoffs
| Temporada | Edad | Equipo                 | Liga | P | MIN | TCA | TC | 3PA | 3P | TLA | TL | R.OF. | REB | ASIS | ROB | TAP | PER | FP | PTS | %TC  | %3P | %FT  | MIN | PTS  | REB | AST |
| 1949-50   | 23   | Indianapolis Olympians | NBA  | 5 |     | 22  | 73 |     |    | 29  | 34 |       |     | 22   |     |     |     | 26 | 73  | .301 |     | .853 |     | 14.6 |     | 4.4 |
| 1951-52   | 25   | Indianapolis Olympians | NBA  | 1 | 8   | 1   | 3  |     |    | 0   | 0  |       | 0   | 0    |     |     |     | 2  | 2   | .333 |     |      | 8.0 | 2.0  | 0.0 | 0.0 |
| Total     |      |                        | NBA  | 6 | 8   | 23  | 76 |     |    | 29  | 34 |       | 0   | 22   |     |     |     | 28 | 75  | .303 |     | .853 | 8.0 | 12.5 | 0.0 | 3.7 |